# Fórum de Arcádio

Mapa da Constantinopla bizantina.

O Fórum de Arcádio (em latim: Forum Arcadii; em grego: Φόρος τοῦ Ἀρκαδίου; romaniz.: Fóros toú Arkadíou), também conhecido como Xerólofo foi uma praça pública (em latim: Fórum) em Constantinopla (agora Istambul). Situado na região chamada de Xerólofo, a sétima colina da cidade, foi edificado em 400 a mando do imperador bizantino Arcádio (r. 395–408) no braço oeste da Mese, a principal via da cidade.
Era o último fórum antes de se chegar às muralhas de Constantinopla e à Fortaleza de Yedikule (antiga Porta Dourada), numa linha de fóruns que incluem o Fórum de Teodósio, o Fórum de Constantino, o Fórum do Boi, o Fórum Amastriano e o Augusteu. Foi adornado por inúmeras estátuas representando os imperadores bizantinos que sucederam Arcádio (Teodósio II, Marciano, etc.) bem como uma grande coluna triunfal encimada por uma estátua que foi dedicada a ele para celebrar sua vitória contra o oficial rebelde ostrogodo Gainas.
Após a conquista da cidade em 1453 pelos otomanos, o fórum foi convertido em um bazar e adquiriu o nome de Bazar Avrate (em turco: Avrat Pazarı). Neste local ocorriam transações para obtenção de escravas.